# Bohumil Rychtr
Bohumil Rychtr (19. dubna 1893 Benecko – 6. ledna 1982 Benecko) byl český politický vězeň komunistického režimu, písmák, hudebník a jeden z prvních beneckých hoteliérů, zakladatel České strany národně socialistické na Benecku.

## Život

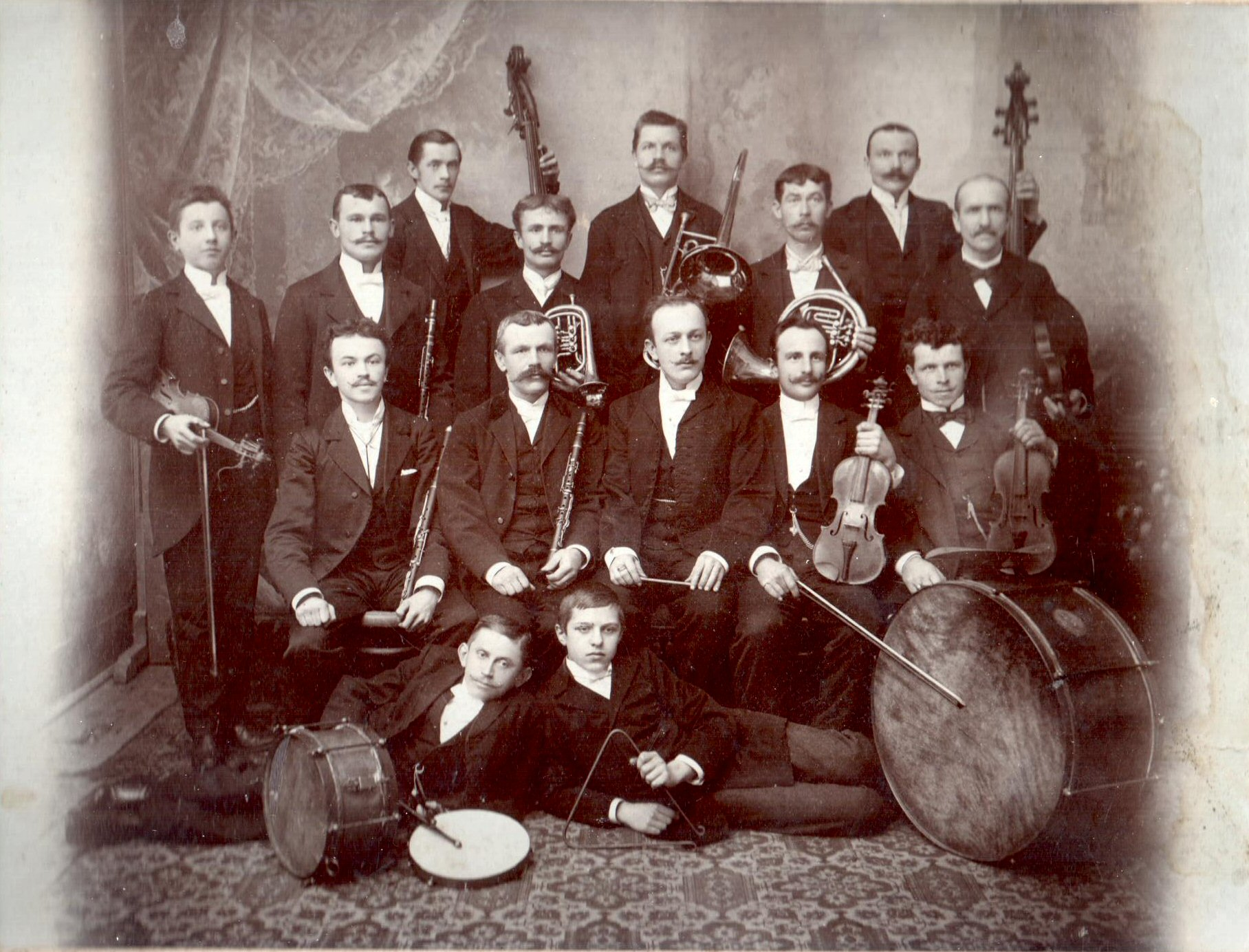
Skupinová fotografie souboru Bedřicha Škody z Benecka, pořízená v roce 1907, zcela vlevo Bohumil Rychtr, tehdy čtrnáctiletý

### Mládí
Bohumil Rychtr, syn krkonošského ručního tkalce Františka Rychtra se narodil jako nejmladší syn z celkem čtyř sourozenců. Absolvoval osm tříd základní školní docházky s výborným prospěchem, dalšímu studiu ale bránila špatná finanční situace rodiny. Ze stejného důvodu nemohl uplatnit ani své nadání hudebníka, přestože mu jeho učitelé velmi doporučovali studium na konzervatoři. Byl výborným houslistou a pro hudební těleso Bedřicha Škody upravoval i partitury. V roce 1914 byl mobilizován a nastoupil k 74. pěšímu pluku do Jičína. Spolu s ním absolvoval srbské tažení, v roce 1916 byl následně stažen do zálohy se srdeční vadou, čímž měl nevyhovující zdravotní stav. Do civilu byl propuštěn v roce 1920 a pod vlivem dojmů z válečného tažení (jeho bratr František padl na následky střelného zranění obličeje) bezprostředně na to vystoupil z církve a stal se bezvěrcem. 

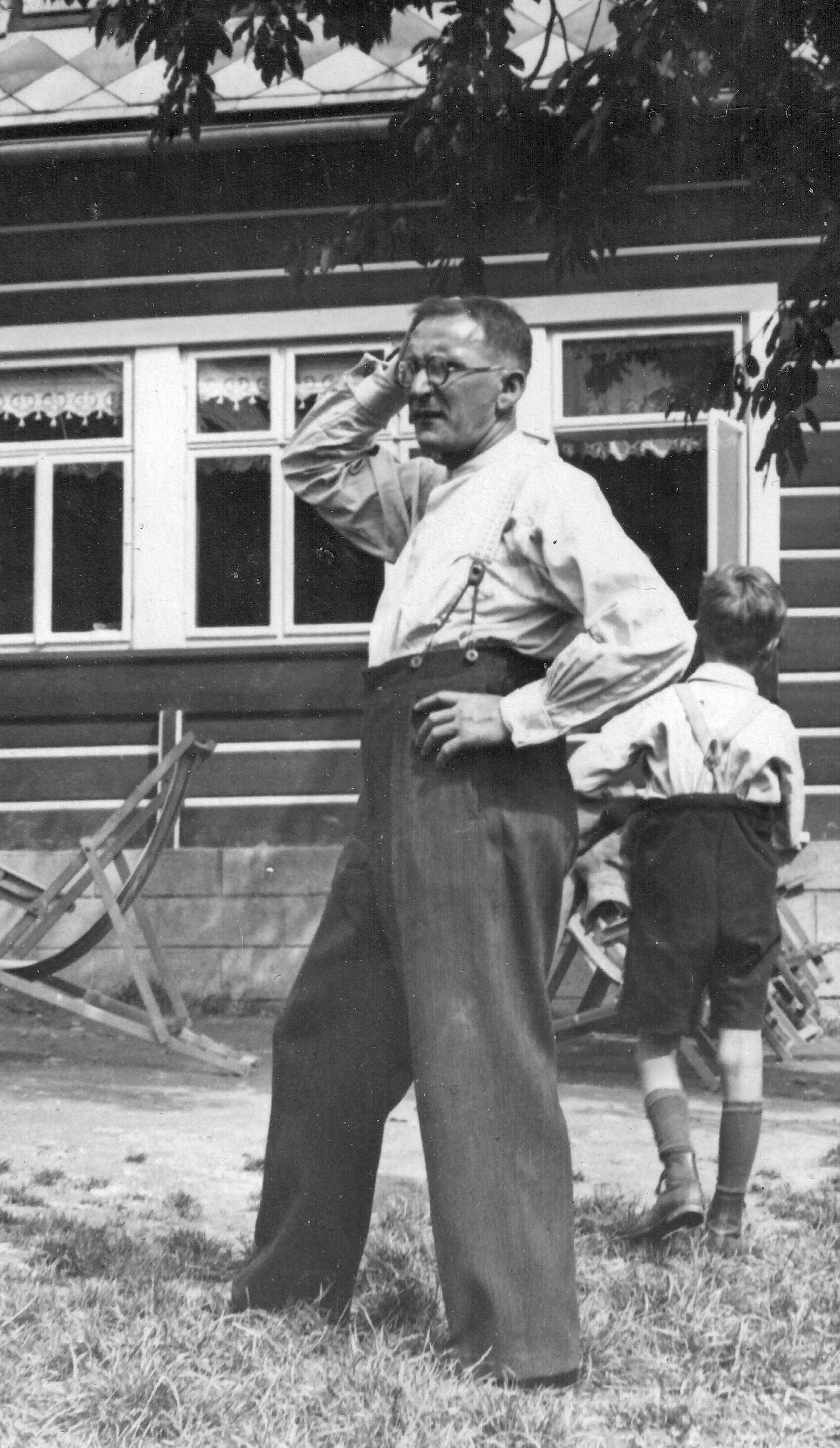
Fotografie z rodinného archivu rodiny Rychtrovy – Bohumil Rychtr na terase před Rychtrovou boudou těsně po dokončení její přestavby

Hned po demobilizaci se oženil s Anežkou Braunovou, v roce 1924 se jim narodila dcera Libuše, v roce 1926 pak syn Arno. Narození syna posloužilo prvním impulsem k přístavbě a rozšíření původní chalupy.
Po válce pokračoval v práci ručního tkalce a vypracoval se až na faktora. Hospodářská krize 20. let jej přiměla ke změně předmětu činnosti. Nejprve přistavěl a následně přebudoval tkalcovskou chalupu na ubytovací zařízení (jedno z prvních na Benecku), které dnes nese název Rychtrova bouda. Na jeho průběžném zvelebování pokračoval až do roku 1939, kdy práce přerušil zábor československého pohraničí a následně druhá světová válka. Se svým synem Arno Rychtrem a zetěm Zdeňkem Kovářem poskytovali během války materiální zázemí partyzánským skupinám, působícím na Trutnovsku. Po osvobození a návratu do pohraničí se aktivně zapojil do politického dění v obci, stal se zakladatelem místní organizace Československé strany národně socialistické a působil i jako benecký starosta.

### Politický proces s„velezrádci a špiony zPodkrkonoší“
Jako úspěšný podnikatel a přesvědčený demokrat se nesmířil s únorovým pučem KSČ a ještě v roce 1948 navázal spojení s představiteli československého protikomunistického odboje. Aktivně se stýkal se členy ilegální skupiny, označované jako "Lampa Václav a spol." Josefem Plecháčem, majitelem tkalcovny v Horkách u Staré Paky, Oldřichem Vodseďálkem a Bohuslavem Šírem a dalšími členy odbojových skupin, napojených na agenta-chodce Josefa Zemana. Jako hoteliér a majitel osobního automobilu pomáhal při organizování schůzek odpůrců režimu. 

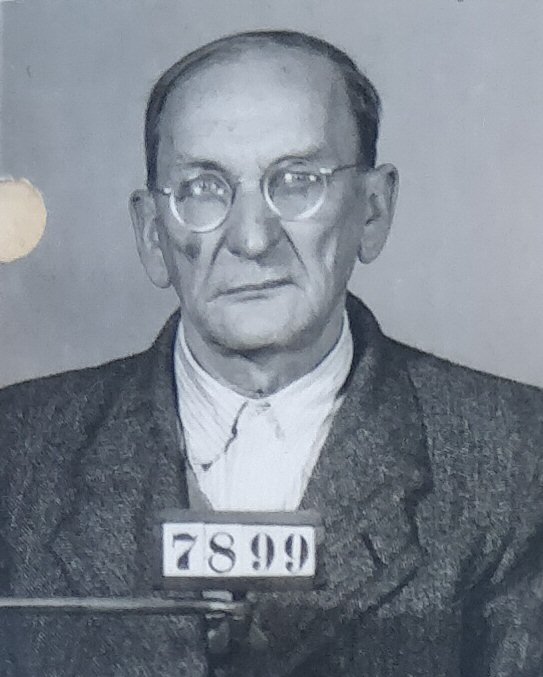
Bohumil Rychtr jako politický vězeň – úřední fotografie anfas z vězeňské karty, pořízená při nástupu do věznice Valdice 17. října 1952

Dne 4. března 1952 byl v šest hodin ráno zatčen a převezen do vazební věznice StB v Liberci. Zde byl pod několikaměsíčním fyzickým nátlakem donucen k přiznání. K veřejnému jednání Státního soudu, které s cílem rozšíření publicity proběhlo jako výjezdní ve velkém sále jilemnického podniku Technolen se musel, stejně jako deset dalších obžalovaných naučit svou výpověď slovo od slova. Procesu, který byl v tisku označován jako Proces s velezrádci a špiony z Jilemnicka byla věnována rozsáhlá publicita v tisku, včetně zvláštního vydání týdeníku ONV Jilemnice Nová horská ves. Prokuraturou byl proces označován jako řízení proti ilegální skupině Pavla Kašťáka. Bohumilu Rychtrovi bylo obžalobou (vedenou JUDr. Pavlem Barbašem) kladeno za vinu, že:
| „ | Obžalovaný Bohumil Rychtr je od roku 1927 majitelem hotelu a restaurace „Richtrovy Boudy“, v roce 1945 se stal spoluzakladatelem místní organisace strany národně socialistické v Benecku a byl do února 1948 jejím důvěrníkem. Po té nebyl legálně politicky organisován. Od roku 1947 s obviněným Kubátem a Matouškem poslouchali hromadně cizí nepřátelský rozhlas, v létě 1951 se sešel na illegální schůzce s Josefem Plecháčem a Oldřichem Vodseďálkem a obviněným Kubátem, na které jednali o protistátní puči. Na této schůzce obviněnému Kubát ukázal leták a dopis od Josefa Zemana s instrukcí o zařízení určitého opatření k provádění špionáže. Obviněný převzal od Kubáta 3 pistole a opatřil pro ně úkryt. O vánocích roku 1951 obviněný vezl Kubáta na illegální schůzku s Matouškem a přitom se od Kubáta dozvěděl, že Josef Plecháč byl zatčen. Obviněný se ke své trestné činnosti doznal (číslo listu 216-222) a k motivu své trestné činnosti uvedl toto: „Moje nenávist k lidově demokratickému zřízení plynula z toho, že jsem měl obavy, že stanou-li se v Československu vedoucími dělnické strany, že na základě postupné socialisace přijdu o svůj podnik, který by byl znárodněn“. | “ |

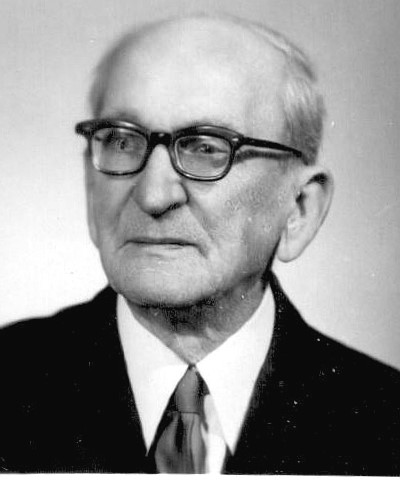
Bohumil Rychtr – fotografie z občanského průkazu z roku 1980

Rozsudkem Státního soudu 3 Ts I 70/52 ze dne 16. října 1952 byl shledán vinným spácháním trestného činu velezrady podle §u 78 odst. 2 písm a/ odst. 1 písm. c, tr.z. a odsouzen (dle stejného paragrafu) k trestu odnětí svobody na 14 let, podle § 86 odst. 4 a přihlížením k § 47 tr.z. k propadnutí celého jeho jmění, podle § 42 tr.z. k desetileté ztrátě čestných práv občanských a podle § 59 odst. 1 tr.z. k propadnutí věcí, které byly u něj nalezeny a zabaveny. Téhož dne nastoupil do věznice Valdice k výkonu trestu. Výkon trestu vykonával i ve věznicích Leopoldov (od 4. 4. 1958 do 19. 10. 1959) a Ilava (mezi 6. 3. 1958 a 4. 4. 1958). Během svého vězení v Leopoldově byl spolu s Miroslavem Káchou spoluvězněm Gustáva Husáka.
V prosinci roku 1953 podal Krajskému soudu Praha žádost o omilostnění (jednací číslo 28 Nt 844/53), která byla obratem zamítnuta. Podmíněně byl kvůli zdravotnímu stavu propuštěn 30. října 1959 v 15:30. Plně rehabilitován byl až rozsudkem Krajského soudu v Hradci Králové Rt 286/90 ze dne 4. ledna 1991.

### Seniorský věk
Po návratu z vězení prožil zbytek života na Benecku v Rychtrově boudě, kterou vybudoval a která byla znárodněna a pod správou lidového spotřebního družstva Jednota postupně chátrala, nehledě na snahy jeho dcery Libuše a zetě Zdeňka Kováře, působících zde jako správci (Zdeněk Kovář neoficiálně). Syn Arno Rychtr v padesátých letech zatčení unikl a podařilo se mu i s manželkou Hanou přejít hranici a usídlit se v Německu, kde postupem času vybudovali prosperující hotel Zum Römer v Sársku. Vinou prstů levé ruky, zchromlých při výslechu u StB nemohl dále hrát na housle. Zemřel ve spánku v zimě 1982 na následky chronické ledvinové nedostatečnosti.